# Koniarovce
Koniarovce (Hongaars: Szomorlovászi) is een Slowaakse gemeente in de regio Nitra, en maakt deel uit van het district Topoľčany.
Koniarovce telt 623 inwoners.